# فأر جيبي دالكوستي
فأر جيبي دالكوستي (الاسم العلمي: Chaetodipus dalquesti) هو نوع من الحيوانات يتبع جنس فأر جيبي خشن من فصيلة الغوفرية.